# Municipio de German (condado de Grundy)
El municipio de German (en inglés: German Township) es un municipio ubicado en el condado de Grundy en el estado estadounidense de Iowa. En el año 2010 tenía una población de 280 habitantes y una densidad poblacional de 3,01 personas por km².

## Geografía
El municipio de German se encuentra ubicado en las coordenadas 42°30′41″N 92°58′12″O / 42.51139, -92.97000. Según la Oficina del Censo de los Estados Unidos, el municipio tiene una superficie total de 92.91 km², de la cual 92,86 km² corresponden a tierra firme y (0,05 %) 0,05 km² es agua.

## Demografía
Según el censo de 2010, había 280 personas residiendo en el municipio de German. La densidad de población era de 3,01 hab./km². De los 280 habitantes, el municipio de German estaba compuesto por el 98,57 % blancos, el 1,07 % eran de otras razas y el 0,36 % eran de una mezcla de razas. Del total de la población el 1,43 % eran hispanos o latinos de cualquier raza.